# Handelspladser i Danmark
En handelsplads var en type by, der havde nogle af de rettigheder, der ellers kun tilkom købstæder. Status af handelsplads blev tildelt byer som havde udviklet sig i købstadslignende retning, men hvor købstadsstatus ikke kunne komme på tale. Nogle handelspladser er senere blevet købstæder. Undtaget herfra er dog Marstal og Frederiksberg.
Der var ingen fælles lovgivning for handelspladserne, idet privilegierne blev reguleret for hver by for sig. Handelspladserne var – i modsætning til købstæderne – del af amtskommunen.

## Handelspladsernes historie
Da den daværende sognekommunale inddeling blev endeligt fastlagt ved de kommunale styrelsesanordninger, der udfærdigedes inden grundloven af 1849, tog man som udgangspunkt den gamle sogneinddeling samt den daværende amtsinddeling. Landet blev inddelt i sognedistrikter, der hørte under amtskommunen, i amtskommuner omfattende et større antal af sognedistrikter, i købstadskommuner, der – bortset fra Bornholm – ikke hørte under amtskommunen, og i Københavns kommune med en særstilling som landets hovedstad.
De enkelte sognedistrikters afgrænsning blev fastlagt i overensstemmelse med de retningslinjer, der i sin tid var lagt til grund for fattigvæsenets ordning ved reglement af 5. juli 1803. Sognedistriktet omfattede således sædvanligvis et sogn – eller flere under eet sognekald forenede sogne, hvis de i henhold til pgr. 1 i nævnte reglement havde fælles fattigvæsen. Et til en købstadskirke henhørende landdistrikt, som havde haft eget fattigvæsen, blev ligeledes oprettet til et særskilt sognedistrikt.
Amtskommunernes afgrænsning tog udgangspunkt i den daværende amtsinddeling, idet købstæderne fortsat holdtes uden for amtet.
Købstadskommunernes afgrænsning omfattede de daværende købstæder med de tilhørende grunde uden for købstadens bebyggede grænser. Hvor et landdistrikt hørte under fattig- eller skolevæsenet i købstaden, skulle det være repræsenteret af en valgt forstander i købstadens skole- og fattigkommissioner, men landdistriktet betragtedes i andre henseender som et sognedistrikt (såkaldte købstadslanddistrikter). Købstadsanordningen omfattede 67 købstæder i kongeriget.
Flere steder i landet forekom imidlertid forhold, som gjorde, at det kunne være hensigsmæssigt at gøre undtagelser fra de i kommunalanordningerne givne regler om kommunernes styre. For en række sognedistrikters styrelse blev der da også i den følgende tid givet særskilte regler uden, at de pågældende steders præg af sognedistrikter derved ændredes. Dette gælder blandt andre Dragør og Store Magleby på Amager.

### Løgstør
Men derudover var der andre steder, hvor der var fremvokset bysamfund, som gjorde landkommunalanordningens regler om styrelse uhensigtsmæssige. Således havde Løgstør allerede i flere henseender indtaget en købstadslignende stilling uden at være blevet ophøjet til købstad. Der blev tilstået byens indbyggere ret til at drive handel, brænderi og anden købstadsnæring, ligesom bystyret blev ordnet på købstadslignende vis. I forbindelse hermed opstod derfor spørgsmålet om på hvilken måde, man kunne tillempe bestemmelser om købstædernes styrelse. Da de almindelige landkommunalanordningsregler ikke fandtes hensigtsmæssige, blev det ved et reskript af 17. november 1841 bestemt, at købstadsanordningen skulle finde anvendelse på Løgstør med de modifikationer, som byens særegne forhold krævede, idet dette nærmere skulle fastsat i et særligt regulativ. Dette blev lavet og godkendt i 1842, hvorved Løgstør by blandt andet med hensyn til reglerne om den kommunale beskatning og om byens styrelse fik en købstadslignende stilling uden, at den udtrådte af den bestående forbindelse med amtskommunen.
1859 blev Løgstør beskrevet således: "Handels- og Ladepladsen Løgstør, der nu i de fleste Henseender er at betragte som et eget Sogn, ligesom den alt i en Aarrække har havt sin egen Communalforfatning i Lighed med Kjøbstæderne, ligger paa en lav Grund ved Liimfjorden, hvor denne fra det smalle Agersund udvider sig til den Bredning, som har Navn efter Løgstør. Temmelig høie Bakker, der fornemmelig indeholde Kridt, omgive Byen mod Syd. Dens Afstand ad Landeveien fra Nibe er 4 Mile, fra Hobro 7 Mile og fra Viborg 8 Mile.
Byen har 165 Gaarde og Huse (i 1769 efter Danske Atlas 32 G. og 39 H.). Dens Jorder udgjøre 34 Tdr. 2 Skp. Htk., hvoraf 2 Tdr. 1 Skp. ere Byens uudskiftede Fællesjorder; det Øvrige tilhører forskjellige Beboere af Byen. Samtlige Jorder høre efter Matriklen til Løgsted Sogn.
Løgstør har endnu ingen Kirke, men et midlertidigt Bedehuus, ret smukt udstyret, indviet 4de Søndag i Advent 1851; 2 Skoler.
Indvaanernes Antal var efter Folketællingen i 1855: 1038. Byen har 17 Kjøbmænd samt endeel Haandværkere. 2 Skibsbyggerier. 39 Fartøier af 461 Clst., hvoriblandt endeel Dæksbaade, der fare paa Liimfjorden. Af Udførselsartikler ere de vigtigste: korn (i 1855 c. 19.000 Tdr., i 1856 9-10.000 Tdr.) og Uld (i 1855 12.200 Pund, i 1856 26.200 Pund). Fiskeriet i den omliggende Deel af Liimfjorden, som er Domaine, blev ved sidste Bortforpagtning ikke indbudt fra Løgstør, hvor denne Næringsvei kun i ringe Grad drives. Told- og Skibsafgifterne udgjorde i 1855: 12.943 Rd., i 1856: 16.051. I løgstør holdes aarlig 3 Markeder: i April med Heste, Kvæg og Landbovarer, i Begyndelsen af October med Kram og Trævarer og i Slutningen af samme Maaned med Kvæg. Fra Løgstør gaaer der efter "Danske Lods" Færge over til Færgeholmen, som ligger tæt til Dybet, paa den vidtudskydende Landgrund fra Aggersborg, hvorover Færdselen skeer mellem denne By og Holmen. 1/2 Miil nordøst for Løgstør gaar ligeledes en Færge over Agersund. Denne sidste benyttes nu fornemmelig, medens den førstnævnte Færgevei finder kun ringe Anvendelse. Der bemærkes i en foreliggende Beretning: "Løgstør har en fordeelagtig Beliggenhed, men dens Opkomst venter alene paa, at Forbindelsesmidlerne med Hanherrederne, der ere dens naturlige Opland, enten ved Forbedring af den mangelfulde Færgning over Agersund eller paa anden Maade blive saaledes, at de kunne benyttes tilstrækkelig." Der skal nu foreligge en Plan om at forene Hanherrederne med Løgstør ved en Dæmning over Grunden.
Byen har 2 Havne, nemlig: Vesterhavnen med 7-8 Fods Dybde og Rum for c. 40 Skibe, anlagt 1852 med en Udgift af c. 10.000 Rd., og Østerhavnen af mindre Omfang og Dybde. Havnekassens Indtægt er 2-3000 Rd. aarlig....
I judiciel Henseende danner Løgstør By et eget Birk. Birkedommeren, der tillige er Birkeskriver, forener hermed Embedet som Herredsfoged og Herredsskriver i Aars og Slet herreder. Communalbestyrelsen bestaar af Birkedommeren og 3 valgte Repræsentanter. Communaludgifterne vare i 1854 c. 3000 Rd. Fattigvæsenet har P.C.Thaarups Legat, hvortil hører Kongetienden af Hellevad sogn, samt et mindre Legat stiftet af D.Iversen.
I geistlig Henseende danner Løgstør med Kornum og Løgsted Sogne eet Pastorat. Sognepræsten boer i Løgstør (jfr. Resol. af 12te April 1856).
Løgstør hører under Aalborg Amtstuedistrict, Nibe og Løgstør Lægedistrict (Districtslægen boer i Nibe). 5te Vgkds. Med Løgsted Amtets 90de Lægd. Apothek, Filial af Nibe Apothek. Ved Toldvæsenet er ansat en Oppebørselscontrolleur og 3 Toldassistenter; ved Postvæsenet en Postmester, der tillige har Tilsyn med Befordringsvæsenet.

### Silkeborg
På lignende måde blev Silkeborg i overensstemmelse med en indstilling afgivet af en kommission nedsat ved reskript af 17. september 1844 ved kgl. resolutioner af 15. december 1845 og 8. januar 1846 oprettet til handelsplads således, at der efter bevilling i hvert enkelt tilfælde ville blive tilstået byens indbyggere ret til handels- og håndværksnæring, ligesom der blev indrømmet nytilflyttede særlige begunstigelser til fremme af tilflytning til byen. Først i 1855 fik Silkeborg i kommunal henseende en købstadslignende indstilling svarende til Løgstørs.

### Frederiksværk
Endelig blev der 23. januar 1849 af indenrigsministeriet approberet et regulativ for Frederiksværk by, hvilket senere blev afløst af et af 2. juni 1850 udfærdiget "Foreløbigt regulativ for Frederiksværk bys økonomiske bestyrelse", hvorved byen opnåede en tilsvarende købstadslignende stilling som Løgstør med bevarelse af forbindelsen med amtskommunen.

### Nørresundby
I Nørrejylland stod det omkring midten af 1800-tallet klart, at en ny by var under udvikling ved Nørresundby. I rigsdagens samling 1855 blev derfor fremsat et privat forslag angående Nørresundbys næringsforhold. Dette lovforslag blev med visse ændringer vedtaget og stadfæstet den 16. februar 1856, og i medfør af lovens pgr. 3 blev der den 17. oktober 1858 godkendt et regulativ om Nørresundbys kommunalvæsen, hvorved Nørresundby i kommunal henseende opnåede en lignende stilling som Løgstør, Frederiksværk og Silkeborg.
I 1859 blev Nørresundby beskrevet således: "Byen eller Flækken Nørre-Sundby, beliggende ved Liimfjordens nordlige Bred ved Foden af meget høie Bakker med Overfart af omtrent 900 Alen til Aalborg; i Byen findes Kirken, Præstegaard, Skole, Tingsted for Kjær Herred, Bolig for Herredsfogden, Bolig for Districtslægen for Kjær Herred, et Apothek, omtrent 20 Kjøbmænd, et stort Jernstøberi, flere Haandværkere, en Discontobank oprettet i 1857 for Byen og Omegnen. Omtrent 12 større og mindre Gader og Stræder; et nyt Quarteer anlægges nordlig i Byen. Et smukt lille Skovanlæg findes vest for Byen. Vigtig Færgefart til Aalborg. Aarlig 5 Markeder, i Januar og April med Heste og Kvæg, i Mai med Trævarer, i October med Slagtekvæg og i Decbr. med Heste og Kvæg. Omtrent 1000 Indvaanere".

### Frederiksberg
I rigsdagssamlingen 1857 blev der så fremsat et privat forslag til regulativ for Frederiksberg sogns økonomiske styrelse. Frederiksberg var da i fuld gang med at udvikle sig som forstad til København, hvilket afstedkom behov for at forbedre mulighederne for at varetage kommunale opgaver med hensyn til gadeanlæg og -belysning med videre. Uanset, at det blev forudset, at Frederiksberg kunne blive indlemmet i København, blev lovforslaget med visse ændringer vedtaget og stadfæstet den 29. december 1857 som "Midlertidig lov angående Frederiksberg sogns økonomiske bestyrelse".

### Marstal
Endelig blev Marstal i forbindelse med Ærø herreds inddragelse under kongeriget efter fredsaftalen i 1864 oprettet til handelsplads i henhold til lov af 1. marts 1867 om "Handelspladsen Marstals nærings- og kommunale forhold" i henhold til indenrigsministerens bekendtgørelse af 29. marts 1867 og bekendtgørelse af 18. oktober 1878. Indtil 1864 havde Marstal status som en sønderjysk flække.

### Grundloven af 1866
I den gennemsete grundlov af 1866 henregnes Frederiksberg, Frederiksværk, Marstal, Silkeborg, Løgstør og Nørre-Sundby til købstæderne, men kun, når det drejer sig om valg til Landstinget.

### 1867-1900
I 1867-1868 ændredes kommunalordningen ved lov om landkommunernes styrelse m.v. af 6. juli 1867 og lov om købstadskommunernes styrelse m.v. af 26. maj 1868. I de fremlagte lovforslag og senere love blev der ikke lavet nogle egentlige ændringer i de bestående ordninger, og i rigsdagssamlingen 1868-69 blev der af regeringen fremsat forslag til lov om handelspladsernes styrelse m.v., hvis formål var at samle reguleringen af handelspladsernes forhold i en særskilt lov. Tanken var, at loven efter behov også skulle udvides til andre steder, hvis behovet måtte melde sig. Imidlertid var der ikke tilslutning til lovforslagene i Folketinget, og handelspladserne måtte derfor også efter 1868 styres efter de for hvert sted fastsatte særlige bestemmelser, der var givet efter købstadsanordningen af 1837, som i mellemtiden var ophævet.
Efter at staten i henhold til lov af 24. april 1868 havde anlagt en havn ved Esbjerggårde i Vestjylland, voksede her snart en stor og hastigt voksende by op. Allerede 1876 fremkom ønske om at udskille Esbjerg fra Jerne Sogn, og da byen voksede hurtigt i de kommende år (omkring 2.000 indbyggere i 1885, omkring 4.000 indbyggere i 1890 og omkring 7.000 indbyggere i 1894), stod det klart, at en omordning var stærkt påkrævet. Ved lov nr 36 af 19 marts 1898 om købstadsrettighed for Esbjerg blev byen oprettet som købstad, og da der fortsat ikke kunne skaffes tilslutning til loven om handelspladserne, blev ved lov nr. 63 af 7. april 1899, hvorved Løgstør, Nørresundby og Silkeborg oprettet til købstæder og lov nr. 69 af s.d., hvorved Frederiksberg kommune udskilles af Københavns amtsrådskreds, skabt foreløbigt endegyldige løsninger for disse steder. Endelig ved lov nr. 35 af 5. marts 1907, hvorved Frederiksværk kommune oprettes til købstad, blev også denne bys forhold ind til videre endeligt fastlagt. Dette var i virkeligheden afslutningen på handelspladsernes kortvarige, men heftige udvikling i lovgivningsmæssig henseende.
Handelspladserne forblev et overgangsfænomen, en nødløsning i mangel på bedre. Efter at antallet af bymæssige bebyggelser voksede voldsomt omkring 1900 fandt man på andre og bedre løsninger.

## Oversigt over handelspladser
Følgende byer har været handelspladser:
- Frederiksberg 1858-1900, derefter kommune med særlig status
- Frederiksværk 1849-1907, derefter købstad
- Løgstør handels- og ladeplads 1842-1899, derefter købstad
- Marstal 1867-1970
- Nørresundby 1857-1899, derefter købstad
- Silkeborg 1846/1855-1899, derefter købstad

Desuden har følgende byer haft en lignende status:
- Esbjerg ladeplads 1894-1898, derefter købstad
- Hadsund 1854-?, (handelsplads ved kongeligt reskript af 1. december 1854, blev senere sognekommune igen)

Den svenske köping og den slesvigske flække var lignende bytyper.